# Munk
Munk je priimek več oseb:
- Walter Heinrich Munk, ameriški fizikalni oceanograf
- Peter Munk, kanadski poslovnež
- Knud Munk, norveški arhitekt
- Salomon Munk, judovski filozof